# 中村光太郎
中村 光太郎（なかむら こうたろう）は、日本の実業家、理学療法士、ラジオパーソナリティー。福島県出身。

## 概要
理学療法士、介護福祉士。整体院JITANBODY代表、プロ向けセミナー協会主催、株式会社カラダスイッチ医学研究所代表取締役、株式会社ワントップ代表取締役。パスラボ山形ワイヴァンズ故障予防専属トレーナー(ボディコンデションアドバイザー)、香川オリーブガイナーズ顧問ボディコンデションアドバイザー、QUINTET顧問ボディコンデションアドバイザー。
2022年には新京成線の電車広告ジャックなどを仕掛けた。
治療院業界で完全自費整体院の多店舗展開を初めて成功させたパイオニア。
ホームページの記載よりも高額な施術料金と強引な回数券販売による多店舗展開は次第に行き詰まり、ピーク時には約80店舗あった整体院JITANBODYは閉店が相次いだ。最終的に2025年7月29日をもって残っていた全店舗を閉鎖した。あわせて販売済み回数券の払い戻しには応じない旨も告示された。